# Slovenská ženská házenkářská reprezentace
Slovenská ženská házenkářská reprezentace reprezentuje Slovensko v mezinárodních soutěžích v házené. Do roku 1992 slovenské házenkářky nastupovaly za Československou ženskou házenkářskou reprezentaci. Po zániku Československa vznikl tzv. Sjednocený tým Česka a Slovenska, který se zúčastnil v roce 1993 mistrovství světa. Do kvalifikace na mistrovství Evropy v roce 1994 vstupovala již nově založená a samostatná slovenská reprezentace. K jejím největším úspěchům patří, že se jí podařilo dvakrát kvalifikovat na mistrovství světa, zúčastnila se šampionátů v roce 1995 a 2021. První z těchto účastí byla úspěšnější, přinesla konečné 12. místo. Slovenky se dvakrát probojovaly i na evropský šampionát, v roce 1994 a 2014. V obou případech skončily na 12. místě. Rekordmankou v počtu startů za národní tým (825) i v počtu vstřelených branek v jeho dresu (217) je Katarína Dubajová. Dres slovenské reprezentace je v základní sadě bílý. 

## Mistrovství světa
| Rok/pořádající země             | Účast                     |
| ------------------------------- | ------------------------- |
| MS 1995 Rakousko, Maďarsko      | 12. místo                 |
| MS 1997 Německo                 | Ne                        |
| MS 1999 Norsko, Dánsko          | Ne                        |
| MS 2001 Itálie                  | Ne                        |
| MS 2003 Chorvatsko              | Ne                        |
| MS 2005 Rusko                   | Ne                        |
| MS 2007 Francie                 | Ne                        |
| MS 2009 Čína                    | Ne                        |
| MS 2011 Brazílie                | Ne                        |
| MS 2013 Srbsko                  | Ne                        |
| MS 2015 Dánsko                  | Ne                        |
| MS 2017 Německo                 | Ne                        |
| MS 2019 Japonsko                | Ne                        |
| MS 2021 Španělsko               | 26. místo                 |
| MS 2023 Dánsko, Norsko, Švédsko | Ne                        |
| Celkem                          | Účast – 2× – 0× – 0× – 0× |

## Mistrovství Evropy
| Rok/pořádající země                              | Účast                     |
| ------------------------------------------------ | ------------------------- |
| ME 1994 Německo                                  | 12. místo                 |
| ME 1996 Dánsko                                   | Ne                        |
| ME 1998 Nizozemsko                               | Ne                        |
| ME 2000 Rumunsko                                 | Ne                        |
| ME 2002 Dánsko                                   | Ne                        |
| ME 2004 Maďarsko                                 | Ne                        |
| ME 2006 Švédsko                                  | Ne                        |
| ME 2008 Makedonie                                | Ne                        |
| ME 2010 Dánsko, Norsko                           | Ne                        |
| ME 2012 Srbsko                                   | Ne                        |
| ME 2014 Chorvatsko, Maďarsko                     | 12. místo                 |
| ME 2016 Švédsko                                  | Ne                        |
| ME 2018 Francie                                  | Ne                        |
| ME 2020 Dánsko                                   | Ne                        |
| ME 2022 Černá Hora, Severní Makedonie, Slovinsko | Ne                        |
| Celkem                                           | Účast – 2× – 0× – 0× – 0× |

## Olympijské hry
| Rok/pořádající země     | Účast                     |
| ----------------------- | ------------------------- |
| LOH 1996 Atlanta        | Ne                        |
| LOH 2000 Sydney         | Ne                        |
| LOH 2004 Athény         | Ne                        |
| LOH 2008 Peking         | Ne                        |
| LOH 2012 Londýn         | Ne                        |
| LOH 2016 Rio de Janeiro | Ne                        |
| LOH 2020 Tokio          | Ne                        |
| Celkem                  | Účast – 0× – 0× – 0× – 0× |